# Porto Cervo
Porto Cervo (Poltu Celvu in gallurese) è una frazione del comune di Arzachena, nella Provincia della Gallura Nord-Est Sardegna, in Sardegna.
È situata nella regione storico-geografica conosciuta col nome di Gallura. In particolare, la zona di Porto Cervo era chiamata Monti di Mola. Porto Cervo è un borgo marino e principale centro della Costa Smeralda con una popolazione residente di circa 421 abitanti.

## Geografia fisica

### Territorio
Rinomato luogo di villeggiatura è stato edificato attorno al profondo porto naturale, la cui forma ricorda quella di un cervo e domina i promontori sul mare, l'insenatura e le ville sparse, immerse nel verde. Il villaggio, inaugurato nel 1964, è situato su un piano rialzato rispetto al porto. Prima i locali lo chiamavano Poltu mannu.

## Storia
Il porto vecchio risale al 1962, quando il principe Karim Aga Khan IV, affascinato dalla bellezza di questo tratto di costa, decise di acquistare i terreni della zona e, assieme allo scenografo svizzero-francese Jacques Couelle, poi affiancato dall'architetto Luigi Vietti e in seguito, ma solo in parte, dall'architetto Michele Busiri Vici, di realizzare un sito turistico. 
Nel 1967 fu fondato lo Yacht Club Costa Smeralda.
Negli anni ottanta iniziarono i lavori per l'espansione del porto con una capacità di 550 posti.

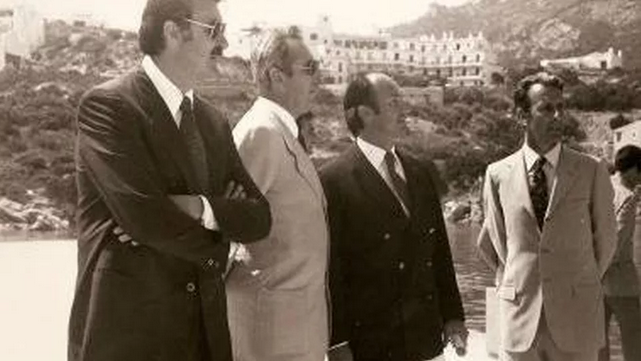
L'inaugurazione della nuova Marina (Porto Cervo) nel luglio del 1976

## Architettura
Al momento della sua progettazione, il principe ed i suoi collaboratori pensarono di poter sviluppare un'architettura che mantenesse il più possibile la continuità con quella tipica gallurese, dall'aspetto semplice ed essenziale, ma discretamente inserita nell'ambiente naturale circostante. Questa espressione edilizia, detta mediterranea, si diffuse in tutta la costa nord-orientale.
L'Aga Khan, acquisita la proprietà dei terreni, non convocò nessun architetto ma si rivolse ad uno scenografo, il francese Jacques Couelle. In un secondo tempo incaricò l'architetto piemontese Luigi Vietti, noto per i restauri nei porticcioli liguri, i piani di Portofino e di Cortina d'Ampezzo. Vietti convertì gli schizzi di Couelle in progetti e, per il colore del mare, propose il nome Costa Smeralda. Definì l'opera come quell'espressione architettonica che sarebbe nata in Gallura se le sue condizioni storico-economiche e culturali l'avessero permesso. Oppure come meta-sinossi di una ipotetica architettura pan-mediterranea spontanea del tutto decontestualizzata.
L'edilizia portocervina è dunque un'invenzione di matrice teatrale. Un misto di forme e stilemi sardi, capresi, amalfitani, pugliesi, siculi, cicladici, provenzali, andalusi e magrebini. L'architetto romano Michele Busiri Vici intervenne nel 1967 per realizzare la chiesetta "Stella Maris", un albergo e alcune ville.
Gli sviluppi edilizi che seguirono (Porto Cervo Marina, etc.) tentarono una razionalizzazione con vari interventi, come lo Yacht Club.
Nel 1962 fu istituito il Consorzio Costa Smeralda che programmò le fasi dello sviluppo urbano e edile della zona. Dato che gli aeroporti sardi, Alghero e Cagliari, non erano vicini, venne creata la compagnia Alisarda (poi Meridiana e poi AirItaly), di cui l'avvocato Paolo Riccardi, braccio destro del principe, fu presidente per più di 20 anni, e fu quindi aperto al pubblico il moderno aeroporto di Olbia-Costa Smeralda.
L'hotel Cervo e il night club Pedro's (Liscia di Vacca) sono stati i primi ad iniziare l'attività. La passeggiata sul molo, la piazzetta rossa (dal colore dei mattoni della pavimentazione), la villa Cerbiatta e la chiesa diventarono subito il contrassegno della località.
Le conseguenze della nascita della Costa Smeralda riguardarono il potenziamento e la costruzione di nuove arterie stradali, di numerosi locali e alberghi, di altri centri turistici come l'hotel Cala di Volpe, progettato dal Couelle insieme al figlio Savin, Romazzino e Pitrizza.

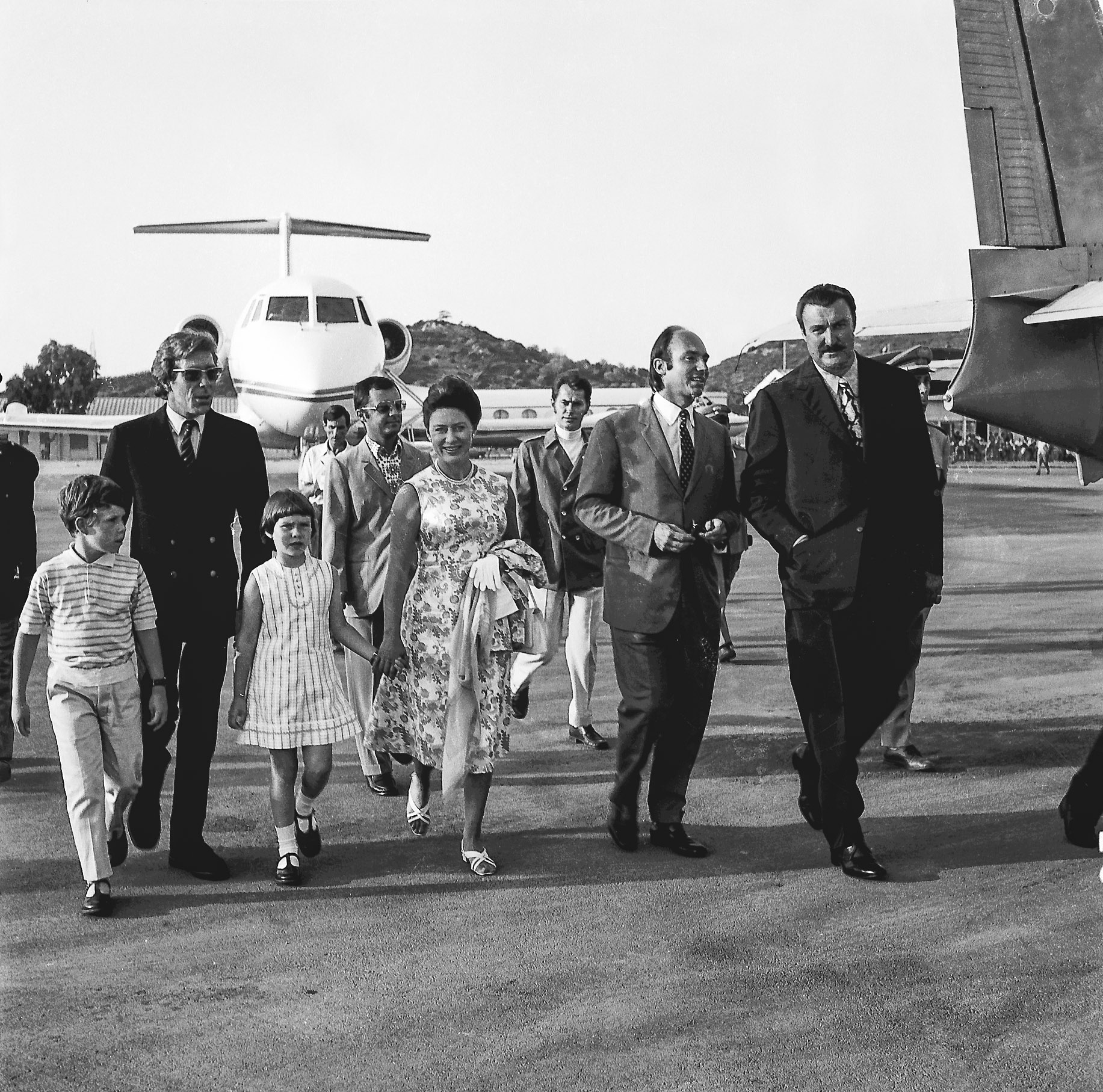
S.A.R. la principessa Margaret del Regno Unito, contessa di Snowden, con la famiglia, S.A. il principe Aga Khan e l'avv. Paolo Riccardi.

Nonostante il territorio facesse parte, prevalentemente, del comune di Arzachena, era Olbia la città più prossima che vide incrementati i residenti, il porto, la sua urbanistica e la situazione economica generale.
Negli anni sessanta Olbia aveva accolto, infatti, molte famiglie dei venditori degli appezzamenti agricoli, prospicienti le spiagge, che fecero erigere nuove case e avviarono attività lavorative. La nascita della Costa Smeralda e di Porto Cervo hanno avuto, dunque, un effetto socio-economico moltiplicatore non solo in questa parte della Sardegna.